# بانتيليمون رومانوف
بانتيليمون سيرجيفيتش رومانوف (بالروسية: Пантелеймон Серге́евич Романов؛ 24 يوليو 1884-8 أبريل 1938)كان كاتبًا روسيًا سوفيتيًّا.

## حياته
ولد رومانوف لعائلة نبلاء في قرية بتروفسكوي فيما يعرف الآن بتولا أوبلاست. بعد أن أكمل دراسته في القانون في جامعة موسكو الحكومية، كرس نفسه للأدب. نشر قصته الأولى في عام 1911، لكنه لم يحالفه النجاح في ميدان الأدب قبل ثورة 1917.

نشر كتابه طفولة في عام 1920. منذ أن كتب للتعبير عن فلسفته، لم يتم تأجيله بسبب عدم نجاح العمل. ذهبت آنا غاتنجر، مؤلفة أطروحة ماجستير عنوانها التراث الأدبي في بانتيليون رومانوف، 1883-1938، إلى أنَّ كتاب طفولة هو باكورة أعمال رومانوف المنشورة.

أصبح رومانوف أحد أشهر المؤلفين السوفيت في عشرينيات وثلاثينيات القرن الماضي. نال معظم شهرته بفضل قصصه القصيرة الساخرة التي تكشف جهل وعدم كفاءة وجُبن البيروقراطيين السوفيت الجدد ومساعديهم، كما كرس اهتمامه للثورة الجنسية في عشرينيات القرن الماضي، وأحيانًا في أعمال تعتبر تصويريَّة للغاية وفقًا للمعايير المعاصرة، كما هو الحال في قصة بدون أزهار الكرز (1926). كتب روايات بأسلوب ملحمي، بما في ذلك كتابه طفولة (1926)، بالإضافة إلى سلسلة روسيا المكوَّنة من خمسة مجلدات (1922-1936)، والتي صوَّر فيها الحياة الريفية في روسيا خلال حقبة ما قبل الثورة.

في 23 أغسطس 1934، ألقى رومانوف خطابًا قصيرًا ولكنه مهمًّا في المؤتمر الأول للكتاب السوفيت. أوضح فيه أنه كان عضوًا متحمسًا في الحزب الشيوعي، وحث فيه الكُتَّاب على "إعادة بناء الروح البشرية"، ليصبحوا "مهندسي الأرواح"، وأعرب عن دعمه الثابت للخطط الخمسية ولأهداف الشيوعية. تُوفّي عام 1938 بسبب مرض في القلب، ولم ينشر اتحاد الكتاب السوفيت نعيًا له بعد وفاته.

في عام 1964، لم يُنشر أي كتاب من أعمال رومانوف داخل الاتحاد السوفيتي. كتبت جاتينجر في ذلك العام أن رومانوف: "لا يُحسب من بين أولئك الذين قدموا أيّ مساهمة جديرة بالذكر للأدب السوفيتي"، وقد تم "حذف اسمه من التاريخ"، ومُنِعَت كتبه من التداول، ولم "يُمنح حتى إعادة تأهيل، ولو بشكل جزئي، في حقبة ما بعد ستالين".

## مؤلفاته
1. طفولة (1920).
2. روسيا (وهي هي سلسلة من القصص القصيرة التي كُتبت في الأصل على أنها قصص ساخرة، لكن تمت أعيدت كتابتها لتكون أكثر جدية. وصفت جاتينجر السلسلة بأنها "أعظم أعمال" رومانوف.
3. الحقُّ في الحياة (رواية).
4. الرفيق كيسلياكوف (رواية).

1. ↑  А. М. Прохорова, ed. (1969), Большая советская энциклопедия: [в 30 т.] (بالروسية) (3rd ed.), Москва: Большая российская энциклопедия, Романов Пантелеймон Сергеевич, OCLC:14476314, QID:Q17378135
2. ↑  Babelio | Panteleïmon Romanov (بالفرنسية), QID:Q2877812
3. ↑  Brockhaus Enzyklopädie | Pantelejmon Sergejewitsch Romanow (بالألمانية), OL:19088695W, QID:Q237227
4. ↑  Скатов, Николай Николаевич, ed. (2005). Русская литература XX века. Прозаики, поэты, драматурги (بالروسية). ISBN:5-94848-307-X. OL:22748677M. QID:Q124518168.